# جاك رايلي (لاعب كرة قدم أمريكية)
جاك رايلي (بالإنجليزية: Jack Reilly)‏ هو لاعب كرة قدم أمريكية أمريكي، ولد في 22 مايو 1946 في بوسطن في الولايات المتحدة.